# Scarabeul în mușuroi
Scarabeul în mușuroi (în rusă Жук в муравейнике) este un roman științifico-fantastic din 1979 de Arkadi și Boris Strugațki. Face parte din seria Universul Amiază. Este o meditație asupra condiției umane la confiniile ei, la posibila intersecție cu non-umanul; este viziunea lor despre posibilul contact cu o supercivilizație: Pelerinii.
Romanele Insula locuită, Scarabeul în mușuroi și Valurile liniștesc vântul formează Trilogia Progresorilor sau Maxim Kammerer.
Scarabeul în mușuroi este titlul unei teorii care explică fenomenul copiilor orfani din naștere, teorie formulată de Maxim Kammerer. Un alt exemplu de astfel de titlu în cărțile fraților Strugațki este Picnic la marginea drumului, care descrie o posibilă origine a „Zonelor”.

## Prezentare
Scarabeul în mușuroi este a doua carte dintr-o trilogie despre viața și aventurile lui Maxim Kammerer. Anul este 2178. Au trecut douăzeci și cinci de ani de la evenimentele descrise în Insula locuită, Maxim are deja patruzeci și cinci de ani, lucrează în COMCON-2, superiorul său direct este Rudolf Sikorski (numită „Excelență” în toată cartea). Kammerer are sarcina de a-l găsi și de a-l lua sub supraveghere pe progresorul Lev Abalkin, care a părăsit planeta Sarakș fără permisiune, unde a lucrat, încorporat în contraspionajul Imperiului Insular. Lev Abalkin s-a dus sigur pe Pământ, dar nu s-a înregistrat la sosire.
Potrivit documentelor, Abalkin a fost un copil orfan din naștere (părinții săi s-ar fi scufundat în gaura neagră EN 200 056), a fost crescut într-un internat, a studiat la o școală de progresiști, apoi a lucrat în specialitatea sa, practic nu a apărut pe Pământ. Singurii săi mai mult sau mai puțin apropiați de pe planetă sunt acum bătrâna profesoară a internatului, colega Maia Toivovna Glumova și golovanul (căpățânosul) extraterestru Șcekn-Itrci. Maia Glumova lucrează ca istoric la Muzeul Culturilor Extraterestre (MEC).
Kammerer se întâlnește cu Maestrul, apoi, de două ori, cu Glumova, mai întâi prezentându-se ca jurnalist, apoi cu adevărata sa identitate. Se pare că Maia l-a văzut recent pe Abalkin, a vorbit cu el. Abalkin s-a comportat ciudat la întâlnire: a întrebat-o pe Maia timp de câteva ore despre tinerețea lor comună, forțând-o să-și amintească cele mai mici detalii despre jocurile copilărești și incidentele școlare. Întâlnirea cu Șcekn-Itrci, care lucrează în misiunea golovanilor pe Pământ, a avut un rezultat la fel de ciudat: Șcekn declară că "poporul căpățânosilor nu vor oferi adăpost omului Lev Abalkin". Kammerer îl contactează pe Maestru, care îl informează că Lev Abalkin s-a întâlnit cu el. Mai târziu, Lev îl sună pe Kammerer și-i spune pe scurt despre vremurile de demult când s-au întâlnit pe planeta Sarakș, unde Lev a continuat contactele cu căpățânosii începute mai devreme de Kammerer. Maxim află că Lev l-a sunat și pe Sikorski, de pe un număr al serviciului secret pe care doar Tristan îl cunoștea.
În plus, Kammerer citește raportul lui Abalkin despre sosirea pe planeta Nadejda, unde a stat împreună cu Șcekn. Raportul este prezentat ca o „povestire într-o povestire”. Pe Nadejda a avut loc o catastrofă ecologică, iar oamenii au început să îmbătrânească și să se ramolească până la vârsta de 15 ani din cauza unor probleme cu ADN-ul.  Oameni necunoscuți (aparent aceiași rătăcitori care sunt menționați în multe dintre lucrările fraților Strugațki) au evacuat cea mai mare parte a populației, scoțându-i prin tuneluri undeva de-a lungul treptelor care duc în mine.
Kammerer începe, de asemenea, să perceapă o legătură între Abalkin și progresorul Kornei Yashmaa. Ambii bărbați s-au născut în aceeași zi din părinți decedați în mod misterios.
Noaptea târziu, Sikorski îi ordonă lui Kammerer să se întâlnească cu el la Muzeul Culturilor Extraterestre (MEC) pentru a-l prinde în ambuscadă pe Abalkin. Cu toate acestea, cel care vine la Muzeu nu este Lev Abalkin, ci doctorul Isaac Bromberg, istoric al științelor, cel mai înverșunat adversar al lui Sikorski. Kammerer este martor la o lungă ceartă verbală, în care multe dintre detaliile cazului Abalkin sunt dezvăluite.
Se pare că Abalkin l-a sunat pe Bromberg prin videofon și a vorbit cu el despre „elementul generator de viață 15/56A” (detonatorul), un artefact depozitat în secțiunea închisă a MEC unde Sikorski și Kammerer își întinseseră capcana. Fără tragere de inimă, Sikorski a fost de acord să-i spună lui Maxim despre cei treisprezece „născuți”: Abalkin (ca și Kornei Yashmaa) a fost un „detonator”, unul dintre cei treisprezece oameni născuți din embrioni depozitați în „sarcofagul” lăsat de Rătăcitori și descoperit de pământeni pe o planetă fără nume. „Detonatoarele” erau treisprezece discuri mici, fiecare purtând un simbol ciudat identic cu un semn de naștere pe care fiecare dintre cei treisprezece oameni îl avea pe cot. Simbolul lui Abalkin era cel care semăna cu litera chirilică „Ж”.
La întoarcerea în biroul său COMCON-2 cu Maxim, Sikorski admite că a crezut întotdeauna că toți cei treisprezece detonatori  au purtat un program adânc în subconștientul lor, care era potențial periculos pentru Pământ. Din acest motiv, toți au primit o educație care implica să lucreze cât mai departe de Pământ. Sikorski crede că revenirea surpriză a lui Abalkin pe Pământ indică faptul că programul s-a activat și a devenit un agent periculos al Rătăcitorilor.
Kammerer nu crede că Abalkin reprezintă o amenințare, dar sugerează că acesta este un test psihologic conceput de Rătăcitori. Kammerer aseamănă situația cu cea a unui om care pune un „sarabeu în mușuroi” pur și simplu pentru a urmări reacția alarmată a furnicilor. Sikorski, însă, se teme că situația s-ar putea dovedi a fi un „dihor în cotețul de găini”, așa că nu poate neglija potențialul pericol pentru Pământ.
În cele din urmă, Abalkin se întâlnește de bună voie cu Sikorski și Kammerer și află adevărul despre originile sale. El cere să fie lăsat în pace, dar Sikorski îi ordonă lui Kammerer să-l urmărească. Sikorski însuși pleacă spre MEC. Kammerer, ghicind ce urmează, încearcă să-l convingă pe Abalkin să părăsească Pământul pentru propria sa siguranță, dar fără niciun efect. Abalkin intră în Muzeul Culturilor Extraterestre și este împușcat de trei ori de Sikorski și moare pe podea la milimetri de „detonatorul” său.

## Traduceri
Romanul a fost tradus de Valerian Stoicescu.
- Scarabeul în mușuroi, Editura Nemira, Colecția Nautilus, nr. 16, 1993, ISBN 973-9144-53-5
- Scarabeul în mușuroi, Editura Paralela 45, 2009, ISBN 9789734706303

## Vezi și
- 1979 în științifico-fantastic

## Legături externe
- en  Istoria publicării lucrării Scarabeul în mușuroi la Internet Speculative Fiction Database